# Cort
Cort (Cor-Tek corporation) is een van de grootste Koreaanse fabrikanten van elektrische, akoestische gitaren en basgitaren. Hun hoofdbezigheid is de economische OEM productie van gitaren voor grote en kleinere merken. Hun eigen merk Cort is eerder bescheiden en meer bedoeld als etalage. De echt goedkope gitaren worden door Cort in hun fabrieken in China geproduceerd. Middenklasse gitaren worden in Indonesië gebouwd en hun beste productielijnen staan in Zuid-Korea.
Het is een beduidend minder bekend merk dan Fender, Gibson of Ibanez. De gitaarmodellen lopen uiteen van heavy metal type gitaren tot jazz-gitaren. Ze hebben de reputatie een goede prijs/kwaliteitsverhouding aan te bieden.
Op 25 april 2022 maakte Cor-Tek bekend de merknamen DOD/Digitech inclusief hun intellectuele eigendommen te hebben gekocht van Harman International. DOD/Digitech is een toonaangevende speler op de markt voor effectpedalen.

## Modellen
- EVL series
- KX series
- Zenox series
- M series
- S serie, later vervangen door de G series
- X series
- CL series
- Jazz box series
- Masterpiece series
- Signature series

## Galerij

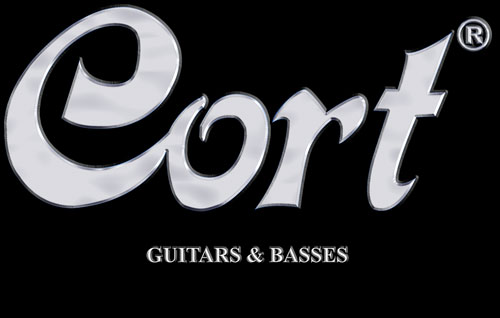
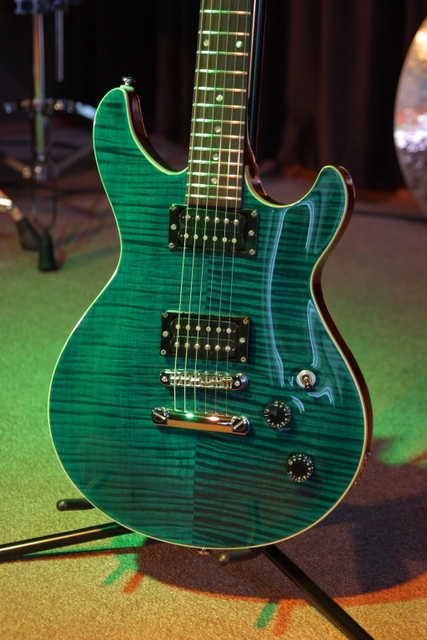
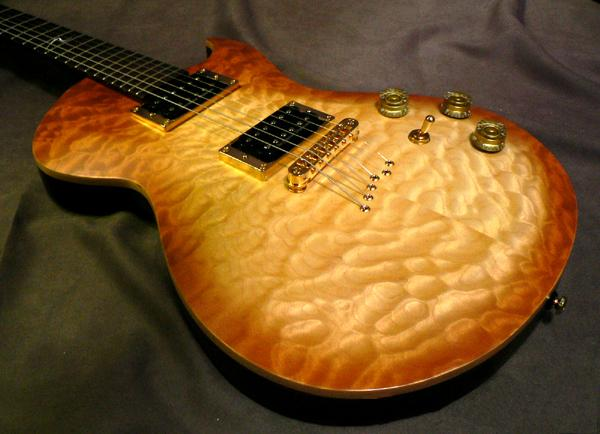
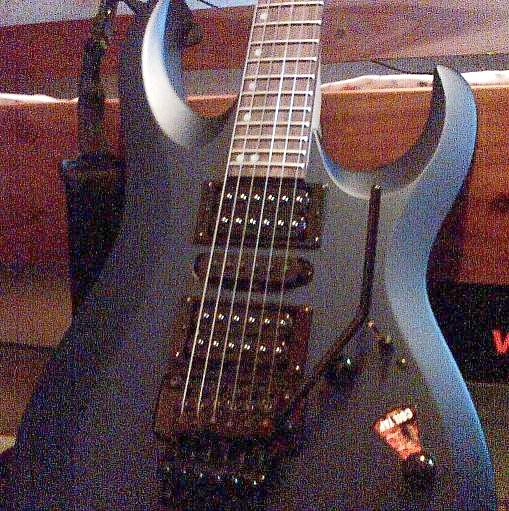
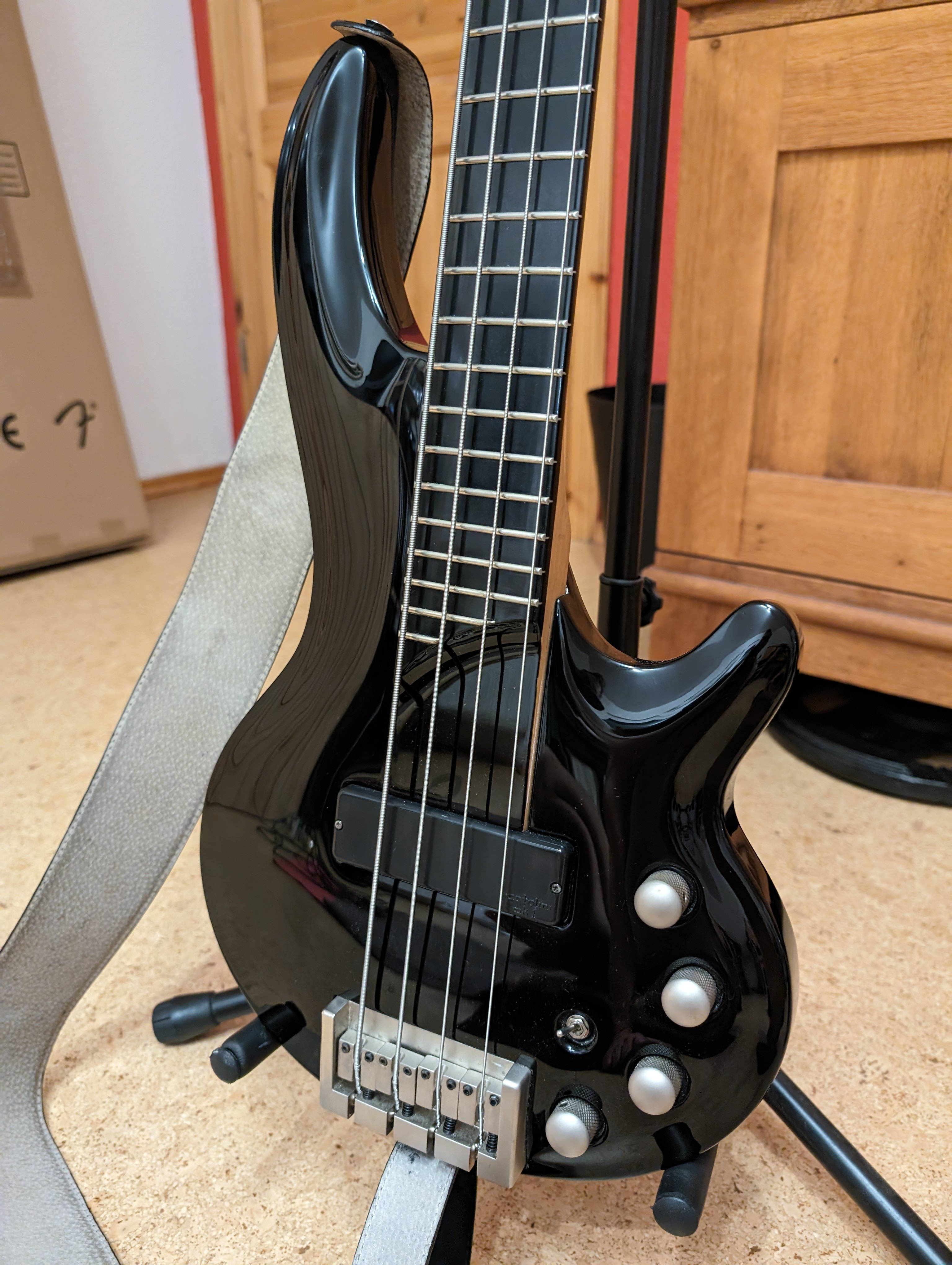